# Centruroides hamadryas
Espèce
Centruroides hamadryas est une espèce de scorpions de la famille des Buthidae.

## Distribution
Cette espèce est endémique du Chiapas au Mexique. Elle se rencontre vers Ocosingo.

## Description
Le mâle holotype mesure 44,5 mm, les mâles mesurent de 35 à 44,5 mm et les femelles de 29,1 à 34,8 mm.

## Étymologie
Cette espèce est nommée en référence à Hamadryas.

## Publication originale
- Goodman, Prendini, Francke & Esposito, 2021 : « Systematic Revision of the Arboreal Neotropical Thorellii Clade of Centruroides Marx, 1890, Bark Scorpions (Buthidae C.L. Koch, 1837) with Descriptions of Six New Species. » Bulletin of the American Museum of Natural History, no 452, p. 1-92 (texte intégral).